# Susanne Stelzenbach
Susanne Stelzenbach (* 1947 in Reudnitz, Thüringen) lebt als freischaffende Komponistin und Pianistin in Berlin.

## Biografie
Susanne Stelzenbach studierte an der Hochschule für Musik „Hanns Eisler“ Berlin im Hauptfach Klavier, Diplom 1976. Von 1976 bis 1983 hatte sie dort einen Lehrauftrag für Klavier inne.
Von 1980 bis ca. 2000 war sie als Pianistin solistisch und kammermusikalisch tätig in zahlreichen Konzerten, darunter Rundfunkerstaufnahmen und CD-Ersteinspielungen. Sie nahm Einspielungen vor u. a. mit dem Pianisten Thomas Just und Werken von Claude Debussy 'En blanc et noir', Igor Stawinsky 'Concerto', György Ligeti 'Monument Selbstporträt Bewegung', Ralf Hoyer 'Allgemeine Erwartung', und der DDR-Erstaufführung von Karlheinz Stockhausen 'Mantra'. Gastspiele führte sie in verschiedene europäische Länder.
Seit 1987 begann sie mit autodidaktischen Studien der Komposition. Sie schreibt Werke für kammermusikalische Besetzungen, Audioart, Musiktheater, Konzert- und Klanginstallationen sowie Texte.
Sie erhielt Kompositionsstipendien u. a.:
- 1990 Schwedisches Institut
- 1992/2003 Stiftung Kulturfonds Berlin
- 2002 Denkmalschmiede Höfgen/composer in residence
- 2003 Musikakademie Rheinsberg/composer in residence
- 2005 Arbeitsstipendium des Landes Brandenburg
- 2010 Aufenthaltsstipendium im Künstlerhaus Ahrenshoop

Ab 1997 widmet sie sich vor allem der Komposition. Außerdem nimmt sie die Einstudierung und musikalische Leitung ihrer Werke und zahlreicher multimedialer Arbeiten vor. In Zusammenarbeit mit dem Komponisten Ralf Hoyer entstanden Werke der Elektronischen Musik, im Bereich Musiktheater und unterschiedliche Konzert-, Video- und Klanginstallationen. Seit 2002 ist sie an der Leitung des jährlichen interdisziplinären Kunstfestivals PYRAMIDALE in Berlin-Hellersdorf beteiligt, seit 2010 ist sie alleinige künstlerische Leiterin.
Sie erhielt Kompositionsaufträge u. a. von: Internationale Musikbiennale Berlin, Hebbel-Theater Berlin, ACARTE-Festival Lissabon, Akademie der Künste Berlin, Staatsschauspiel Dresden, Kryptonale Berlin, musica aperta Winterthur, Musikakademie Rheinsberg, Neues Kunsthaus Ahrenshoop / Deutsch-Russisches Haus Kaliningrad, Festival für Neue Musik GRENZREGIONEN Leipzig, GEDOK Berlin, Berliner Kompositionsauftrag 2005 und Projektförderungen durch den Hauptstadtkulturfonds, der Initiative Neue Musik Berlin, den Deutschen Musikrat und der Senatsverwaltung für Wissenschaft/Forschung/Kultur Berlin.
Ihre Werke werden in verschiedenen europäischen Ländern und in den USA aufgeführt, und im Rundfunk gesendet, darunter u. a. von  DeutschlandRadio Berlin, MDR, WDR, DRS2, GreekRadio3.
Susanne Stelzenbach ist seit 2005 Mitglied der GEDOK Berlin. Von 2008 bis 2010 war sie Bundesfachbeirätin Musik. Sie ist Mitglied des Deutschen Tonkünstlerverbandes. Seit 2007 arbeitet sie im Vorstand des Brandenburgischen Vereins Neue Musik und im Leitungsteam des Festivals für Neue Musik „intersonanzen“ in Potsdam maßgeblich mit.

## Kompositionspreise und Auszeichnungen
- 2006 viva nova Kompositionspreis der Weimarer Frühjahrstage für zeitgenössische Musik für die Komposition „Weiß über Schwarz“ für Bassklarinette, Violoncello und Klavier
- 2006 und 2008 nach internationaler Ausschreibung Auswahl der elektroakustischen Kompositionen “apfel” und “five minutes hen's egg” für das “International Women’s Electroacoustic Listening Room Project” Performing Arts Center, California State University, Fullerton
- 2008 – 3. Preis beim internationalen Komponistinnenwettbewerb in Unna für die Komposition “dizzy” für Violoncello und zwei sekundierende Saxophone
- 2009 Miriam Gideon Prize for the piece: „schokolade versüßt heute nicht“ für Mezzosopran und Klavier, ausgeschrieben von The International Alliance for Women in Music 28th IAWM (2009)
- 2006 Auszeichnung der Klanginstallation glocken geigen glas II – doppelmembran auf dem 33. Internationalen Festival für Elektroakustische Musik in Bourges (Frankreich)
- 2007 Projektförderung für das abendfüllende Musiktheaterwerk
- druck#2.1 | klima_vorher.sagen UA Februar 2008 Konzerthaus Berlin, Werner-Otto-Saal
- 2008 Auftrag der Musikakademie Rheinsberg für druck#2.2 klima_gefilde.vermessen Musiktheater für Sopran, Altus, Sprecher, Rapper, Kammerensemble Klang- und Videoinstallation, UA im Rahmen der Pfingstwerkstatt für Neue Musik Rheinsberg